# UFC Ultimate Fight Night 4
Ultimate Fight Night 4 è stato un evento di arti marziali miste organizzato dall'Ultimate Fighting Championship il 6 aprile 2006. L'evento ha avuto luogo all'Hard Rock Hotel and Casino, a Las Vegas, Nevada ed è stato trasmesso in diretta su Spike TV negli Stati Uniti e Canada.  Lo spettacolo ha ottenuto una valutazione complessiva di 1,6 ed è servito come introduzione al primo episodio della terza stagione di The Ultimate Fighter.

## Risultati

### Card preliminare
- Incontro categoria Pesi Medi:  Chael Sonnen contro  Trevor Prangley

Sonnen sconfisse Prangley per decisione unanime (30-27, 30-27, 30-27).
- Incontro categoria Pesi Welter:  Josh Koscheck contro  Asnar Chalangov

Koscheck sonfisse Chalangov per sottomissione (strangolamento da dietro) a 3:29 del primo round.
- Incontro categoria Pesi Massimi:  Dan Christinson contro  Brad Imes

Christinson sconfisse Imes per sottomissione (armbar) a 3:37 del terzo round.
- Incontro categoria Pesi Welter:  Jon Fitch contro  Josh Burkman

Fitch sconfisse Burkman per sottomissione (strangolamento da dietro) a 4:57 del secondo round.
- Incontro categoria Pesi Welter:  Luke Cummo contro  Jason Von Flue

Cummo sconfisse Von Flue per decisione unanime (30-27, 30-26, 30-27).

### Card principale
- Incontro categoria Pesi Medi:  Chris Leben contro  Luigi Fioravanti

Leben sconfisse Fioravanti per decisione unanime (30-27, 30-27, 30-27).
- Incontro categoria Pesi Welter:  Josh Neer contro  Joe Stevenson

Neer sconfisse Stevenson per decisione unanime (29-28, 29-28, 29-28).
- Incontro categoria Pesi Mediomassimi:  Rashad Evans contro  Sam Hoger

Evans sconfisse Hoger per decisione divisa (28-29, 30-27, 29-28)
- Incontro categoria Pesi Mediomassimi:  Stephan Bonnar contro  Keith Jardine

Bonnar sconfisse Jardine per decisione unanime (29-28, 29-28, 29-28).

## Premi
- Fight of the Night: Brad Imes vs. Dan Christison
- Submission of the Night: Dan Christison